# Guatemala

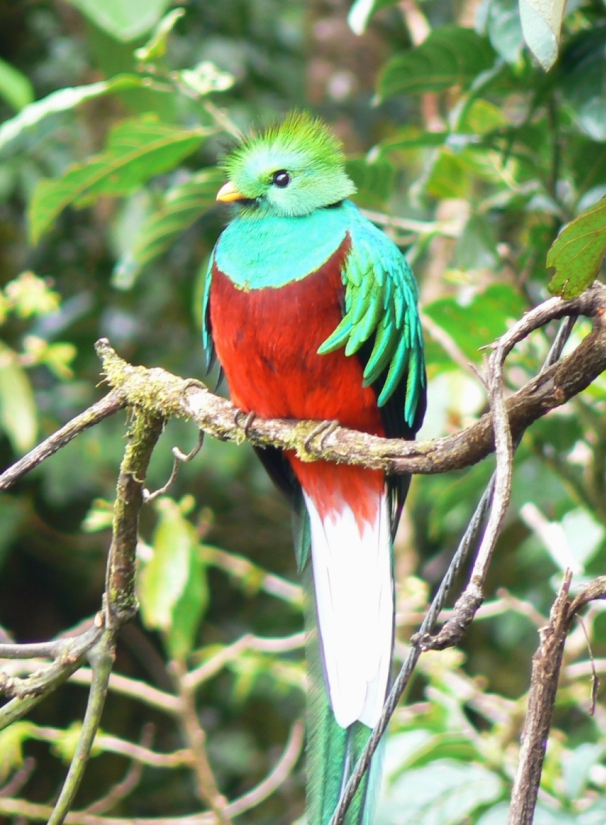
Kvesal chocholatý (samec), guatemalský národní symbol

Guatemala, plným názvem Guatemalská republika, je stát ve Střední Americe. Jeho sousedy jsou Belize, Salvador, Honduras a Mexiko. Název Guatemala pochází od indiánského slova v nahuatlu Cuauhtemallan, které znamená místo (země) obklopené stromy (lesy), protože téměř polovinu státu pokrývají tropické lesy.
Guatemala patří k větším středoamerickým státům. Rozkládá se na středoamerické šíji mezi pobřežím Tichého oceánu a Honduraským zálivem Karibského moře (Atlantský oceán). Je to jediný stát Severní i Střední Ameriky, který na souši hraničí s více než třemi státy.
S odhadovaným počtem obyvatel kolem 17,2 milionu obyvatel je nejlidnatější zemí Střední Ameriky. Hlavním a největším městem je Nueva Guatemala de la Asunción, také známé jako Ciudad de Guatemala, největší město ve Střední Americe.
Guatemala je unitární stát, prezidentská republika a zastupitelská demokracie.

## Historie
V nížinných oblastech Petén a Izabal na severu Guatemaly se od 3. století př. n. l. do 11. století n. l. rozkládalo jádro osídlení rozvinuté Mayské civilizace. Mayové se např. zabývali astronomií a matematikou, kde mj. zavedli pojem nuly. Jejich civilizace zanikla z dosud nejasných příčin. Stavby Mayů včetně pyramid je možno dnes navštívit např. v národním parku Tikal. Další archeologické lokality z předkolumbovského období jsou mimo jiné Quiriguá, Takalik Abaj, Monte Alto, Uaxactún, Mixco Viejo a řada dalších. 
Až do roku 1523 bylo území centrem mayské říše, kterou v následujících letech rozvrátili Španělé. Podrobili si místní obyvatelstvo a vládli až do roku 1821. V letech 1560 až 1821 bylo součástí generálního kapitanátu Guatemala.
Dne 15. září 1821 byla vyhlášena nezávislost. O rok později roku 1822 byla Guatemala připojena k mexickému císařství. V letech 1823 až 1839 byla členem federace Spojených středoamerických provincií, která se postupně rozpadla. Stát se postupně dostává pod vliv Spojených státu, konkrétně United Fruit Company, která se výraznou měrou podílela na dění v zemi podporou jí nakloněných prezidentů.
V roce 1954 byl pučem za podpory CIA svržen ve svobodných volbách zvolený Jacobo Árbenz Guzmán, kterého nahradil Miguel Ydígoras Fuentes, který povolil trénink anti-castrovských bojovníků pro invazi v Zátoce sviní. Konflikt mezi vládou a opozicí přerostl v roce 1960 v občanskou válku, trvala až do roku 1996. Během války vláda vycvičila eskadry smrti, které měly za úkol likvidovat protivládní guerilly. Volená vláda stát spravuje od roku 1986.

## Státní symboly

### Vlajka
Guatemalská vlajka je tvořena listem o poměru stran 5:8 se třemi svislými pruhy – světle modrým, bílým a světle modrým. Uprostřed státní vlajky, v bílém pruhu, je umístěn státní znak.

### Znak
Guatemalský státní znak tvoří dvě zkřížené pušky Remington s bajonety a dvojice zkřížených šavlí, na kterých je položen ústřední motiv znaku, pergamenový svitek se zlatým textem LIBERTAD 15 DE SEPTIEMBRE DE 1821 (česky Svoboda 15. září 1821), datem vyhlášení nezávislosti Generálního kapitanátu Guatemala na Španělsku. Na svitku sedí guatemalský pták Kvesal chocholatý. Celý výjev je obklopen věncem z vavřínových větví.

## Přírodní podmínky
Středem území Guatemaly prochází hřbet pohoří Sierra Madre de Chiapas, který zde dosahuje výšek přes 4000 m n. m. Nejvyšší vrchol Guatemaly sopka Tajumulco je zároveň nejvyšší horou Středoamerických Kordiller kromě Mexika. Některé ze zdejších sopek jako jsou Acatenango a Fuego jsou dosud činné. Kužely těch nejvyšších jsou zčásti pokryté sněhem. Pacifické pobřeží Guatemaly lemují poměrně úzké nížiny. Na severu přechází vápencová pahorkatina v bažinatou nížinu v okolí jezera Petén Itzá. Na východě zasahují na území Guatemaly Maya Mountains. Nejvýznamnějšími řekami jsou na hranicích s Mexikem Usumacinta a Motagua ústící do Honduraského zálivu. Mezi důležitá jezera patří Atitlán, Güija a Amatitlán.
Podnebí je tropické. Teplota vzduchu se mění v závislosti na nadmořské výšce. Průměrné roční teploty se pohybují okolo 25 °C do výšky 600 m n. m., 20 °C do 1800 m n. m., 14 °C do 3200 m n. m. a výše nad 3200 m n. m. i pod 10 °C. Svahy vystavené působení atlantských pasátových větrů mají roční úhrny srážek vyšší než 5000 mm. Při pobřeží Tichého oceánu jsou srážky nižší, mezi 500–1200 mm.
21 guatemalských národních parků má souhrnnou rozlohu 735 240 hektarů.
 Vyskytují se zde biotopy vlhkého tropického lesa, suchého tropického lesa, mangrovy, borovicovo-dubové lesy, horské lesy a savany.

## Správní členění
Guatemala se dělí na 8 regionů (regiones), 22 departementů (departamentos) a 332 obcí (municipios). Rozdělení do regionů je pouze informativní pro statistické účely, administrativní správu území vykonávají departementy:
1. Alta Verapaz
2. Baja Verapaz
3. Chimaltenango
4. Chiquimula
5. El Petén
6. El Progreso
7. El Quiché
8. Escuintla
9. Guatemala
10. Huehuetenango
11. Izabal
12. Jalapa
13. Jutiapa
14. Quetzaltenango
15. Retalhuleu
16. Sacatepéquez
17. San Marcos
18. Santa Rosa
19. Sololá
20. Suchitepéquez
21. Totonicapán
22. Zacapa

## Hospodářství

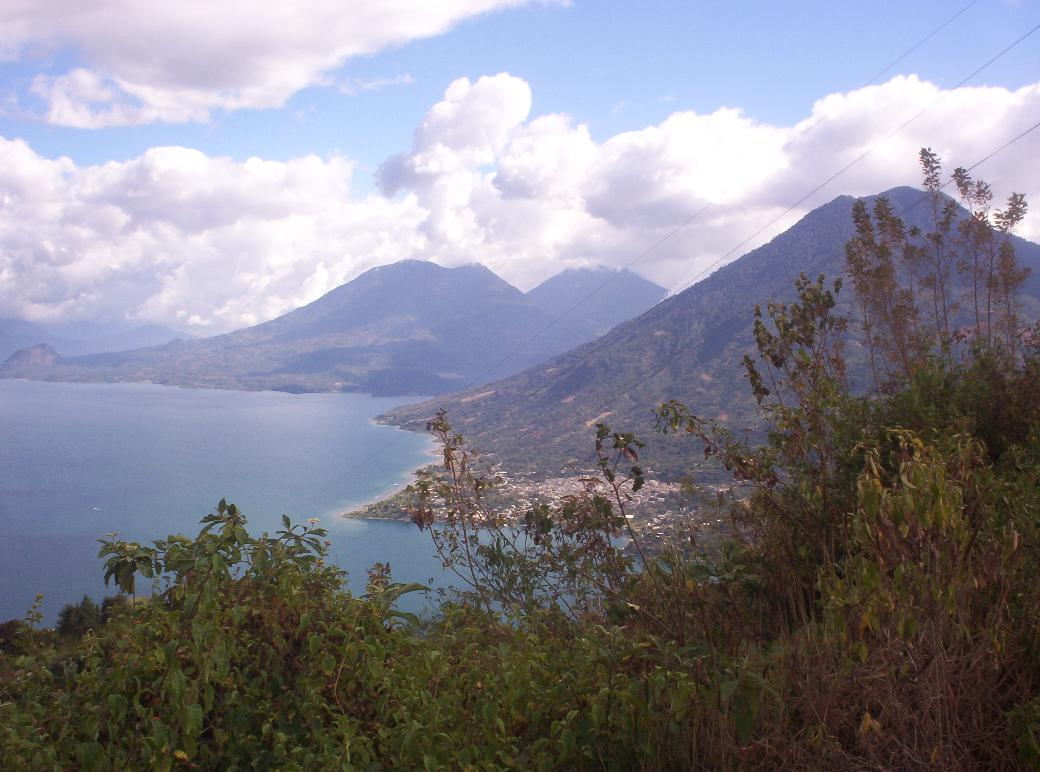
Lake Atitlan, jedna z největších turistických atrakcí

Guatemala je rozvojový zemědělský stát. Z nerostných surovin se zde těží ropa a antimon. Hlavní průmyslová odvětví jsou potravinářský, chemický, textilní, papírenský a dřevozpracující průmysl. Důležitou měrou se na výrobě elektrické energie podílejí vodní elektrárny.
Většina obyvatel žije na jižní vysočině, kde se pěstuje nejdůležitější plodina - káva, dále se zde pěstuje cukrová třtina, banány, bavlna, kukuřice, kakao, citrusy a ananasy. Zemědělství je hlavním zdrojem příjmu. Farmy jsou soustředěny především v nížinách při pobřeží Tichého oceánu. Pro živočišnou výrobu jsou důležité chov skotu, prasat, ovcí, drůbeže a také rybolov. Významná je těžba dřeva, hlavně mahagonu a cedru, a sběr čikle a kaučuku. Mírné podnebí, úrodná půda a dostatek srážek by měly Guatemale přinést prosperitu, ale země zůstává především kvůli své kruté historii chudá.
Guatemala je členem DR-CAFTA. HDP počítaný v paritě kupní síly na obyvatele v roce 2018 dosáhl hodnoty 8 462 mezinárodních dolarů. Mezi nejvýznamnější vývozní artikly patří banány, třtinový cukr, káva, palmový olej, koření (muškátový oříšek, kardamom). Mezi nezemědělskými produkty dominují výrobky textilního průmyslu. Guatemala se vyznačuje řídkou silniční i železniční sítí.

## Obyvatelstvo
Ze středoamerických států má Guatemala největší počet obyvatel a největší město Ciudad de Guatemala. Guatemala je známá svými památkami dávných civilizací, velkolepými slavnostmi a hudbou marimba, která hraje na nástroj podobný xylofonu. Asi polovinu obyvatel tvoří potomci dávných Mayů, kteří jsou většinou velmi chudí a pracují v zemědělství. V počtu obyvatel převažují ladinos (míšenci Evropského původu), kteří řídí správu státu a ovládají hospodářství.

### Jazyky
Mimo úřední španělštiny se zde mluví ještě těmito jazyky: Acateco, Aguatepeco, kakčikelština (Cakchiquel), Garífuna, Huasteca, Chicomucelteco, čolština (Chol), Choltí, Chontal, Chortí, čujština (Chuj), Itzá, Ixil, Jacalteco, Kanjobal, Kekchí, lakandonština (Lacandon), mamesština (Mam), Mopán, Motozintleco, Pokoman, Pokomchí, kyčéština (Quiché), Sacapulteco, Sipacapa, Teco, tocholobalština (Tojolabal), tzeltalština (Tzeltal), tzotzilština (Tzotzil), Tzutuhil, Uspanteco a Yucateco.

### Náboženství
Náboženství většiny obyvatelstva je katolické, nicméně snižuje se v důsledku růstu protestantství, zejména evangelikálních denominací. Roku 2010 bylo 51 % katolíků a 36 % protestantů. Praktici mayských náboženství mají 3 %, dalším místním náboženstvím je synkretismus, kde se mayské rituály mísí s katolickými. 10 % jsou lidé bez náboženského vyznání.
Populace Ladinos praktikuje katolickou víru svého španělského dědictví. Koncem minulého století 25 % obyvatel Guatemaly byli protestanti a katolíci tvořili 65 %. Mayské rituály vzrostly, protože v 90. letech byla podporována jejich práva. Od roku 1882 země již nemá oficiální náboženství (které bylo katolické).

## Kultura

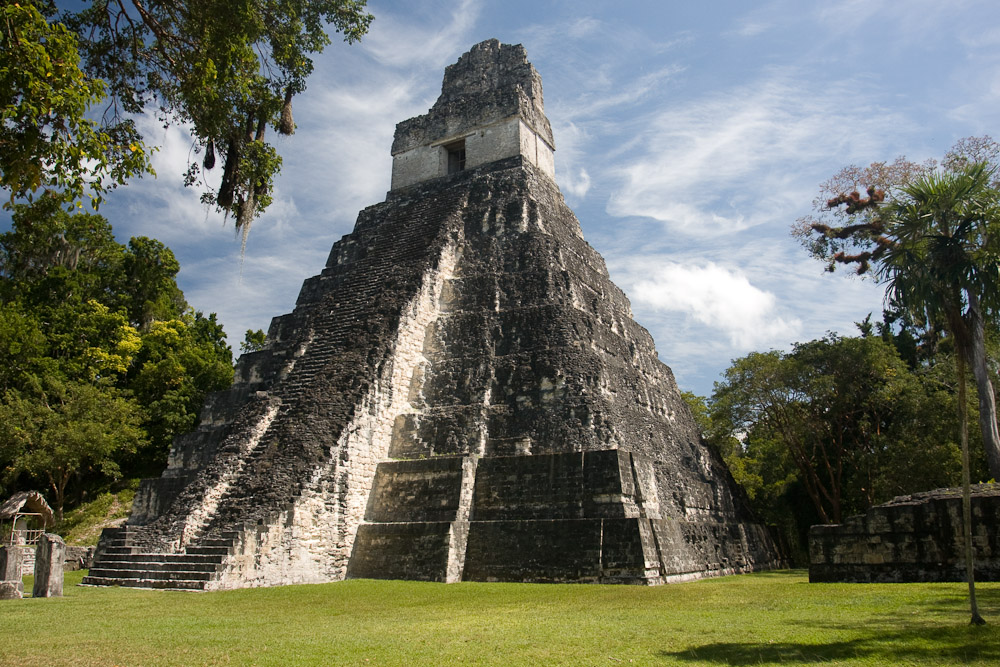
Chrám č. 1 v Tikalu

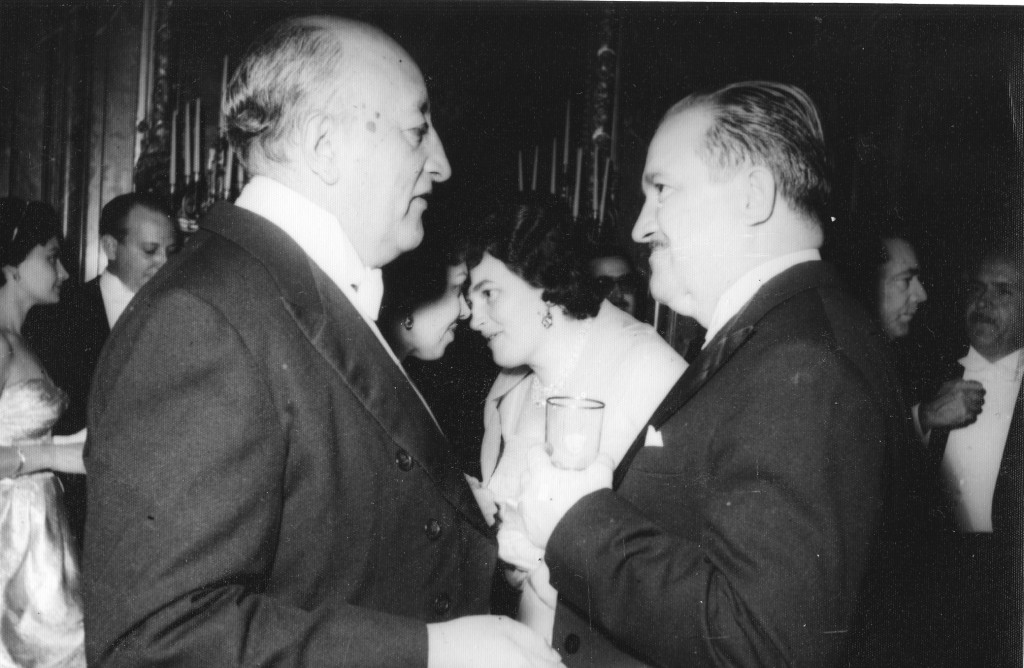
Miguel Ángel Asturias (vlevo)

Guatemalská literatura má na svém kontě jednu Nobelovu cenu. V roce 1967 ji získal Miguel Ángel Asturias, jako druhý latinskoamerický autor v historii. Proslavil ho román Pan prezident a jeho dílo lze přiřadit k magickému realismu. Jeho velkým tématem byly domorodé kultury, sám měl z poloviny indiánský původ. Druhým guatemalským laureátem Nobelovy ceny, ovšem za mír, se stala aktivistka Rigoberta Menchú, která je rovněž literárně činná.
Na seznam světového kulturního dědictví UNESCO byly zapsány město Antigua Guatemala, známé pro zachovalé stavby z koloniálního období, a dvě památky mayské. Jednou z nich je město Tikal. Jde o nejrozlehlejší známé ruiny starověkého mayského města a dnes o největší archeologické naleziště v Americe. Město bylo založeno v 6. století př. n. l. Zaniklo v 10. století z neznámých důvodů, nejspíše kvůli znehodnoceným zdrojům pitné vody. V době největší slávy ho obývalo více než 50 000 lidí. K architektonickým perlám patří Chrám Velkého Jaguára, zvaný též Chrám č. 1. Druhou z mayských památek jsou ruiny starého města Quiriguá. To vzniklo v 5. století a v 9. století zaniklo zřejmě v důsledku zemětřesení. Znovuobjeveno bylo až v roce 1841. Unikátní jsou místní stély, největší má 11 metrů a váží 60 tun. Jde o největší známou mayskou stélu.

### Sport
Guatemala se prvně zúčastnila olympijských her v roce 1952, pak však následovala pauza a pravidelně vysílá své výpravy na letní olympiádu od roku 1968. V roce 1988 se prvně a prozatím naposledy zúčastnila i zimních her. Doposud získala jedinou olympijskou medaili, přivezl ji sportovní chodec Érick Barrondo z olympiády v Londýně roku 2012, a to stříbrnou.
Nejpopulárnějším sportem v zemi je fotbal. Guatemalská fotbalová reprezentace se doposud neprobojovala na světový šampionát, nicméně v 60. letech 20. století měla svou slavnou éru, kdy vyhrála mistrovství střední Ameriky (1967) a dvakrát v něm skončila druhá (1965, 1969). Třikrát se guatemalští fotbalisté zúčastnili olympijského turnaje, v roce 1968 postoupili do čtvrtfinále. Rekordmanem v počtu startů i vstřelených branek za reprezentaci je Carlos Ruiz. Úspěšní jsou guatemalští futsalisté, kteří roku 2008 vyhráli mistrovství CONCACAF.